# Küçükdeliler, Osmangazi
Küçükdeliller là một xã thuộc quận Osmangazi, tỉnh Bursa, Thổ Nhĩ Kỳ. Dân số thời điểm năm 2011 là 513 người.